# Opéra du Quai au Foin
De Opéra du Quai au Foin of Opera van de Hooikaai was het eerste publieke theater in Brussel. Het werd geopend op 24 januari 1682, maar in 1697 werd het alweer verlaten en omgevormd tot een warenhuis.

## Geschiedenis
Op aandrang van de landvoogd van de Habsburgse Nederlanden Alessandro Farnese huurden de koninklijke historicus Gio Battista Petrucci en de plaatselijke ondernemer Pierre Fariseau een gebouw dat op de weiden van het Groot Begijnhof aan de hooikaai lag. Het gebouw was eigendom van de bankier Don Etienne D'Andrea, admiraal van de Schelde en consul van de Republiek Genua. De neef van D'Andrea, bankier Jean Marie Armirotto werd aangesteld als directeur van de opera. Op een paar maand tijd werd het het gebouw omgetoverd tot een theaterzaal. De opening vond plaats op 24 januari 1682. De eerste voorstelling was Aurelli's werk "La Medea" en werd uitgevoerd in het Italiaans. De avondvoorstellingen naar aanleiding van de opening liepen tot aan het einde van de carnavalsperiode. 
Petrucci stelde er meer dan 140 mensen te werk, waaronder acteurs, muzikanten en theatertechnici. De eerste voorstelling die er plaatsvond was Egeo in Atene, een opera van Angelo Vitali. Ook de werken van Jean-Baptiste Lully werden er regelmatig gespeeld.
De instelling werd verlaten in 1689, maar aan het einde van het jaar 1694 ging de schouwburg opnieuw open onder het gedeelde leiderschap van Gio Paolo Bombarda en Pietro Antonio Fiocco. In 1697 werd het gebouw voorgoed gesloten. Vanaf 1700 gingen de voorstellingen door in de nieuwe Koninklijke Muntschouwburg.